# Рогге, Херберт
Херберт Рогге (нем. Herbert Rogge, 7 ноября 1947, Любек, Бизония) — западногерманский гандболист, крайний. Участвовал в летних Олимпийских играх 1972 года.

## Биография
Херберт Рогге родился 7 ноября 1947 года в немецком городе Любек.
Играл в гандбол за «Бад-Швартау» и ТуС из Веллингхофена.
В 1970 году участвовал в чемпионате мира во Франции, где сборная ФРГ заняла 5-е место.
В 1972 году вошёл в состав сборной ФРГ по гандболу на летних Олимпийских играх в Мюнхене, занявшей 6-е место. Играл на позиции левого крайнего, деля её с Хервигом Арендсеном, провёл 5 матчей, забил 5 мячей (два в ворота сборной Югославии, по одному — Венгрии, Румынии и СССР).
В течение карьеры провёл за сборную ФРГ 53 матча, забил 48 мячей.
По окончании игровой карьеры работал тренером. В частности, в 70-е годы работал с командой «Менден», поднявшейся в высший эшелон западногерманского гандбола.